# Alphonse Pyrame de Candolle
Pour les articles homonymes, voir Candolle.
Alphonse Louis Pierre Pyrame de Candolle, né le 27 octobre 1806 à Paris et mort le 4 avril 1893 à Genève, est un botaniste franco-suisse.

## Biographie
Fils d'Augustin Pyrame de Candolle (1778-1841), après des études de droit, il finit par se consacrer à la botanique.
Il continue l'immense œuvre de son père, Prodromus Systematis Naturalis Regni Vegetabilis, qu'il termine en 1873. Il est le coauteur, avec son fils Casimir Pyrame de Candolle, de l'ouvrage Monographiae phanerogamarum, une suite de monographies complétant le Prodromus.
Il est l'un des rares scientifiques du XIXe siècle, avec Darwin, à s'intéresser à l'origine des plantes cultivées et leur domestication par l'homme à partir d'espèces sauvages. Il leur consacre le chapitre IX de la Géographie botanique raisonnée (1855), qui constitue la première version de son ouvrage de 1882, Origine des plantes cultivées (daté de 1883),. Il adopte pour cela une approche pluridisciplinaire utilisant principalement la botanique, l'archéologie et la linguistique :
- L'archéologie permet de dater grossièrement les lieux et les dates de première culture des plantes ;
- la linguistique (notamment les noms vernaculaires) donne une indication de la provenance supposée des plantes cultivées, mais avec un risque important de confusion (le maïs, originaire d'Amérique, était ainsi parfois appelé « blé de Turquie ») ;
- enfin, la botanique permet de trancher entre les différentes hypothèses possibles, notamment en comparant aux plantes domestiques les végétaux sauvages que des collègues lui envoyaient.

De Candolle démontre ainsi l'origine de nombreuses plantes cultivées, la plupart de ses conclusions se révélant exactes, comme pour le haricot ou le maïs,. Le succès de ce livre, dont il existe plusieurs rééditions, tient en particulier au fait que Candolle tire parti des noms sanscrits des plantes, ce qu'il doit à ses rapports avec Adolphe Pictet, fondateur de l'étude des langues indo-européennes.
Il est élu membre étranger de l'Académie royale des sciences de Suède en 1859 et reçoit la médaille linnéenne en 1889. Il est également chevalier de la Légion d'honneur, et (1891) membre de l'ordre prussien Pour le Mérite des arts et des sciences. De Candolle a rédigé le premier texte des Lois de la nomenclature botanique adoptées lors du Congrès international de botanique de 1867 à Paris, qui allait devenir le Code international de nomenclature botanique.

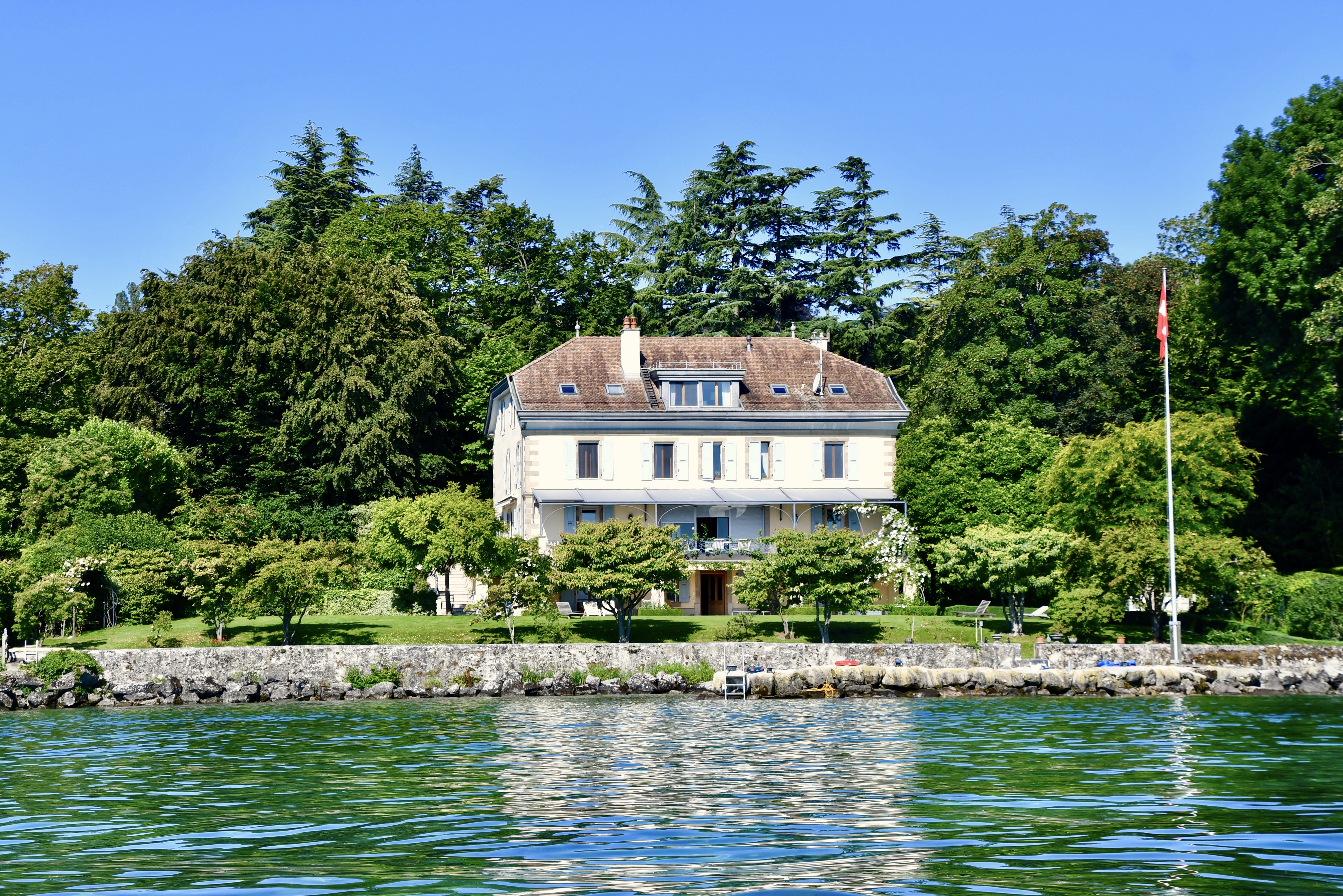
La maison de maître «La Petite Pierrière», à Pregny, où vécut Alphonse Pyramus de Candolle de 1841 à 1857.

## Distinctions
- Pour le Mérite

## Œuvres
- (la) Augustin Pyrame de Candolle (vol. 1-7), Alphonse Pyrame de Candolle (vol. 8-17) et al., Prodromus Systematis Naturalis Regni Vegetabilis : sive, enumeratio contracta ordinum generum specierumque plantarum huc usque cognitarum, juxta methodi naturalis normas digesta, Paris, Sumptibus Sociorum Treuttel et Würtz, 1824-1873.
- Géographie botanique raisonnée, 1855.
- Histoire des sciences et des savants depuis deux siècles, 1873.
- (la) Alphonse de Candolle et Casimir de Candolle (9 vol.), Monographiae phanerogamarum : Prodromi nunc continuatio, nunc revisio, Paris, Sumptibus G. Masson, 1878-1896
- La phytographie ou l’art de décrire les végétaux considérés sous différents points de vue, 1880.
- Origine des plantes cultivées, Paris, Germer Baillière, coll. «Bibliothèque scientifique internationale», 1882 (1883). en ligne sur Pl@ntUse
  - Reprint J. Laffitte. ed. 2 : 1883. ed. 3 : 1886.
  - Paris, Diderot Multimédia. 1998. (Coll. Latitudes, 18). 488 p.
  - En italien, 1883. L’origine delle piante coltivate. Milano, Dumolard.
  - En allemand, 1884. Der Ursprung der Culturpflanzen. Leipzig, Brockhaus.
  - En anglais, 1884. Origin of cultivated plants. London, Kegan, Paul, French. ed. 2: 1885, New-York, D. Appleton. ed. 2a: 1886, New-York, D. Appleton. Reprint Hafner en 1959, 1964 et 1967.
- Augustin Pyramus de Candolle, Alphonse de Candolle 1862), Mémoires et souvenirs de Augustin-Pyramus de Candolle, écrit par lui-même et publiées par son fils à Genève avec books.google